# Jason Tércio
Jason Tércio é um jornalista, tradutor e biógrafo brasileiro. Graduado em Jornalismo pela Universidade Gama Filho, trabalhou em diversos jornais no Rio de Janeiro, em São Paulo e em Brasília, além de ter trabalhado como produtor e apresentador por quatro anos na BBC de Londres. É autor de livros como o romance A Pátria que o Pariu, a biografia Órfãos da Tempestade: a Vida de Carlinhos Oliveira e o romance-reportagem Segredo de Estado: o Desaparecimento de Rubens Paiva. Em 2019, publicou a biografia Em Busca da Alma Brasileira: uma Biografia de Mário de Andrade, sobre o importante escritor brasileiro. Por este livro, ganhou o Prêmio APCA de Literatura em 2019 na categoria "Biografia / Autobiografia / Memória".